# 光徳 (高麗)
光徳（こうとく、광덕）は、高麗で使用された元号。950年 - 951年。

## 西暦・干支との対照表
| 光徳 | 元年  | 2年   |
| 西暦 | 950年 | 951年 |
| 干支 | 庚戌  | 辛亥  |

## できごと
- 2年（951年） - 後周の年号の使用開始（『高麗史』光宗世家）。ただし、今西龍によると、光徳は4年まで続き、953年に後周の冊封を受けて広順の年号を使用したという。